# Michael Baurmann
Michael Baurmann (* 26. Januar 1952 in Aachen) ist ein deutscher Soziologe.
Baurmann studierte nach dem Abitur von 1970 bis 1976 Soziologie, Philosophie und Rechtswissenschaften an der Johann Wolfgang Goethe-Universität Frankfurt am Main, wo er 1976 das Diplom für Soziologie erwarb, 1983 promoviert wurde und sich 1994 habilitierte. Von 1990 bis 1997 war er Akademischer Rat, später Akademischer Oberrat, an der Universität Mainz. Im Wintersemester 1992/93 vertrat er die Professur für Rechtssoziologie und Rechtstheorie an der Universität Frankfurt. Seit 1997 ist Baurmann Professor für Soziologie an der Heinrich-Heine-Universität Düsseldorf. Zudem ist er Mitherausgeber der Zeitschrift Analyse & Kritik. Seit 2017 ist Michael Baurmann wissenschaftlicher Direktor des Center for Advanced Internet Studies in Bochum.
Seine Arbeitsgebiete sind: Allgemeine soziologische Theoriebildung (insbesondere Rational-Choice-Ansätze), Soziologie der Marktgesellschaft, Sozialkapital und Vertrauen, Fundamentalismus und Extremismus.

## Publikationen
- Zweckrationalität und Strafrecht. Argumente für ein tatbezogenes Maßnahmerecht. Westdeutscher Verlag, Opladen 1987, ISBN 978-3531118079
- mit Hartmut Kliemt: Die moderne Gesellschaft im Rechtsstaat. Alber Verlag, München 1990, ISBN 978-3495476857
- Vorüberlegungen zu einer empirischen Theorie der positiven Generalprävention. Decker, Heidelberg 1994.